# 亞滕加省
亞滕加省（法語：Yatenga）是布基納法索北部大區西北部的一個省，面積6,990平方公里。2006年人口547,952人。首府瓦希古亞。
本區下轄十一縣。